# Václav Render
Václav Render (31. srpna 1669 pokřtěn – 3. srpna 1733 ), známý též jako Wenzel Render, byl císařský privilegovaný architekt a městský kameník.
Vlastnil v Olomouci dům na ulici 8. května č. 7, kde měl kamenickou dílnu. Dům je od 22. ledna 1969 na seznamu kulturních památek.

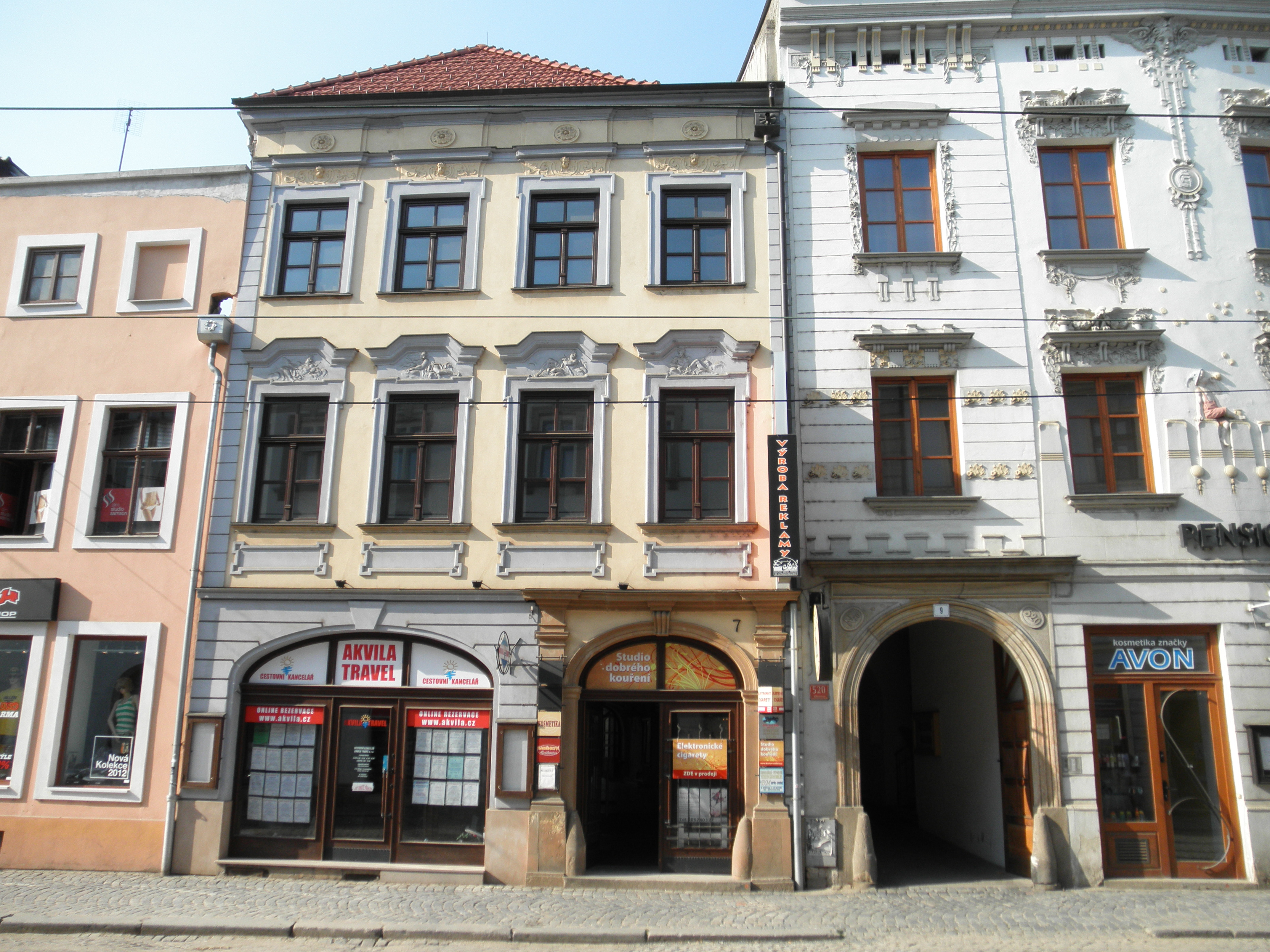
dům na ulici 8. května č. 7
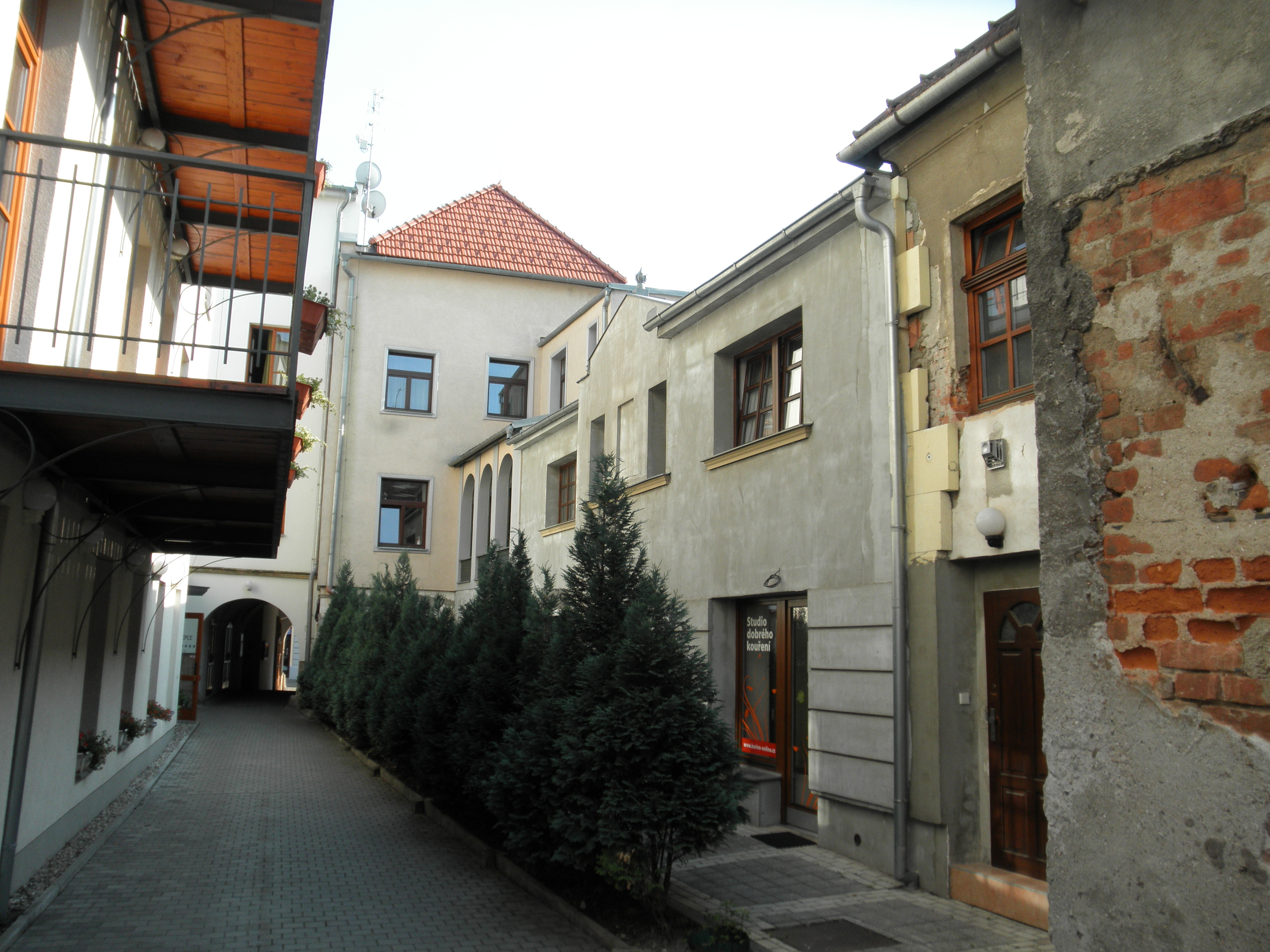
dvůr domu v ulici 8. května č. 7

Jeho tělesné pozůstatky jsou uloženy v kostele svatého Mořice v Olomouci. V roce 2022 po něm byl pojmenován nově postavený most přes řeku Moravu na olomoucké Masarykově třídě.

## Díla

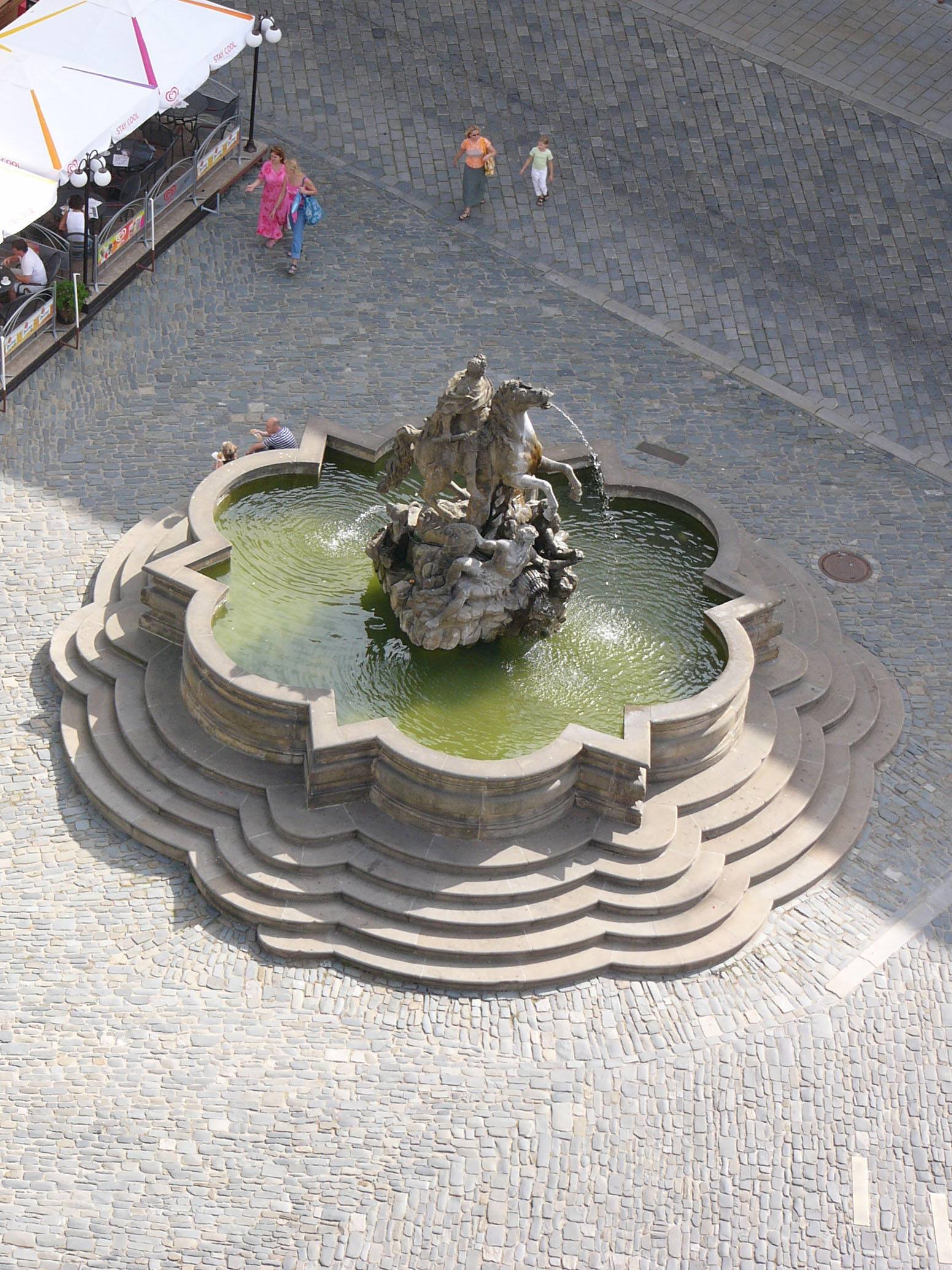
Caesarova kašna v Olomouci

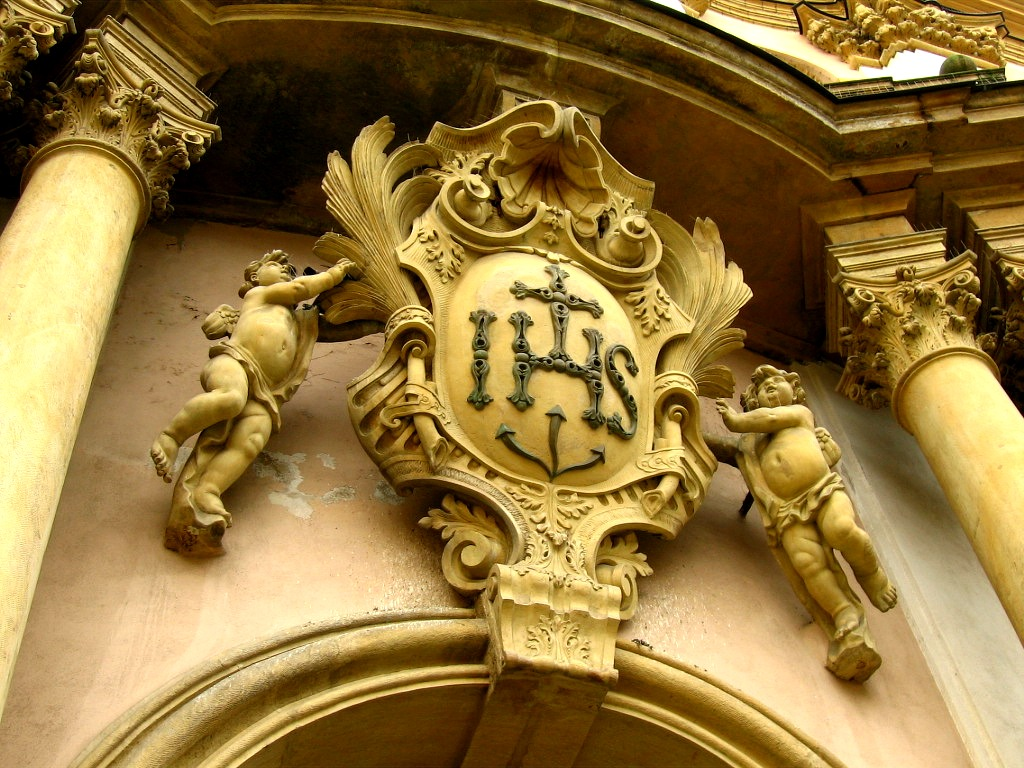
portál kostela Panny Marie Sněžné (Olomouc)

- 1716 zakázka města na oltář svaté Pavlíny v kostele svatého Mořice v Olomouci
- 1724 – Mariánský sloup v Litovli
- 1715-1723 – Mariánský sloup (Olomouc)
- barokní kašny v Olomouci
  - 1707 – původní sochy sv. Floriána na Jupiterově kašně, která byla na kašně do r. 1735, v současnosti je socha umístěna na nádvoří ve Skrbeni
  - 1709 – kašna Tritónů
  - 1725 – Caesarova kašna – autorem kašny, autor sochy je Jan Jiří Schauberger
  - 1727 – Merkurova kašna – Václav Render ve spolupráci s Filipem Sattlerem a zednickým mistrem Johannem Jacobem Kniebandelem
- 1728 – podstavec pro sochu svatého Floriána před kostelem svatého Michala v Olomouci, sochu vytvořil Jan Jiří Schauberger.
- 1716 až do své smrti – Sloup Nejsvětější Trojice (Olomouc) – sloup dokončen r. 1754.
- portál kostela Panny Marie Sněžné (Olomouc)